# Compagnia dei Bardi

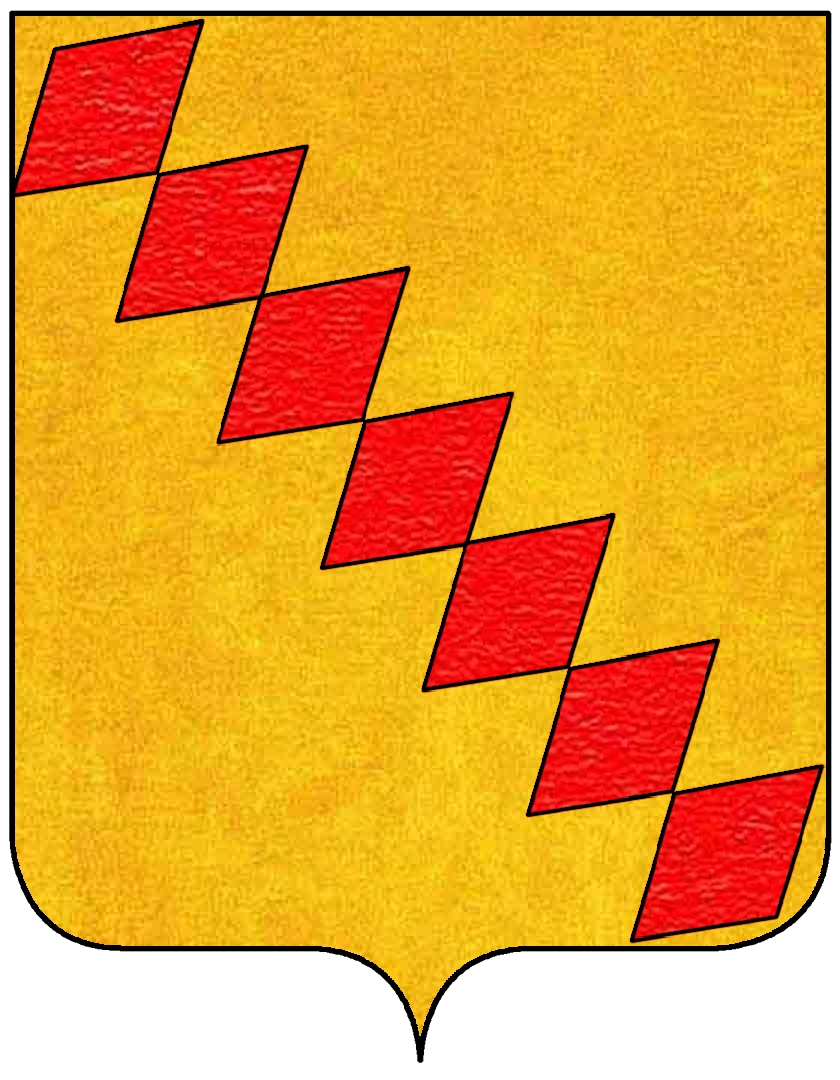
Wappen der Familie Bardi

Die Compagnia dei Bardi war im 14. und 15. Jahrhundert eine der bedeutendsten Privatbanken Europas mit Sitz in Florenz. Wichtigste Anteilseignerin war die Florentiner Patrizierfamilie Bardi. Mit dem spektakulären Bankrott der Compagnia 1345 verlor die Bankgesellschaft ihre internationale Bedeutung.

## Geschichte
Die Familie Bardi verfügte mit ihrer um 1250 gegründeten Bankgesellschaft im 14. Jahrhundert über ein multinationales Unternehmen mit einem europäischen Filialnetz (neben zahlreichen italienischen Städten u. a. in Avignon, Barcelona, Brügge, Zypern, Mallorca, Marseille, Nizza, Paris und Sevilla sowie in Konstantinopel, Jerusalem und Tunis). Das italienische Bank- und Kreditwesen war bereits im 14. Jahrhundert stark ausdifferenziert und komplex; viele Praktiken und Begriffe des modernen Bankwesens gehen auf diese Zeit zurück.
Die Bardi finanzierten mit ihren Krediten zwischen 1250 und 1345 auch die Könige von Frankreich und England. Ihre Filialen handelten bei der Kreditvergabe flexibel und weitgehend unabhängig, jedoch bestand ein Haftungsverband. Große Kredite wurden meist von Compagnie, also Gesellschaften mit mehreren Anteilseignern finanziert. Gemeinsam mit anderen Bankhäusern brachten die Bardi 1325 und 1326 große Summen für Karl von Anjou, Herzog von Kalabrien und gewählter signore von Florenz, auf, von dem sich die bedrängte Florentiner Republik Schutz erhoffte. Durch die Koordinierung von finanziellen und politischen Aktivitäten wurde die Compagnia dei Bardi zu einem der führenden Bankhäuser in Europa. Sie organisierte auch die Verwaltung des päpstlichen Zehnten. Als in den 1330er Jahren Leon V., Herrscher des armenischen Königreichs von Kilikien Papst Benedikt XII. um Unterstützung gegen die Truppen des mamlukischen Sultans an-Nāsir und zugleich gegen die armenischen Gegner des Königs bat, kauften die Bardi-Filialen in Neapel und Bari Getreide im Wert von 10.000 Goldflorin auf und schifften es binnen zwei Wochen in Richtung Schwarzes Meer ein. Im 14. Jahrhundert waren neben den Bardi auch die Peruzzi, die Acciaiuoli und die Scali erfolgreich im Bankwesen engagiert.
1345 ging das Kreditinstitut bankrott. Die Unterstützung des englischen Königs Eduard III. (1327–1377) mit einem Kredit in Höhe von 900.000 Goldflorin im Hundertjährigen Krieg gegen Frankreich (1337–1453) erwies sich als Fehler, als der König seine Zins- und Tilgungszahlungen einstellte, die er aus den vergeblich erhofften Kriegsgewinnen zu begleichen versprach, zumal seine Kriegsgegner, die Könige von Frankreich und Neapel, ebenfalls ihre Zahlungen auf Bardi-Kredite einstellten, als sie von der englischen Kriegsfinanzierung erfuhren. Ein päpstlicher Vermittlungsversuch scheiterte. Ebenfalls betroffen war die Familie Peruzzi, die sich mit 600.000 Florin engagiert hatte. Laut dem Geschichtsschreiber und Peruzzi-Teilhaber Giovanni Villani wogen die ausgefallenen Kredite „ein Königreich auf“ („valea un reame“).
Nach dem Zusammenbruch existierte das Bankhaus weiter, ohne jedoch an die früheren Erfolge anknüpfen zu können. Ende des 15. Jahrhunderts stellte es finanzielle Mittel für die Reisen von Christoph Columbus und John Cabot zur Verfügung.